# Masud Azizi
Masud Azizi, Massoud Azizi (ur. 2 lutego 1985) – afgański lekkoatleta, sprinter. Uczestniczył w Mistrzostwach Świata w 2009, 2011 i 2013 roku oraz Igrzyskach Olimpijskich w 2004, 2008 i 2012 roku. Na żadnej z tych imprez nie udało mu się awansować do drugiej rundy biegów na 100 metrów. Bez sukcesów uczestniczył także w mistrzostwach Azji i igrzyskach azjatyckich.

## Rekordy życiowe
| Dystans            | Wynik (s) | Miejsce | Data                 | Uwagi              |
| ------------------ | --------- | ------- | -------------------- | ------------------ |
| bieg na 60 metrów  | 7,25      | Hanoi   | 31 października 2010 | Rekord Afganistanu |
| bieg na 100 metrów | 11,11     | Mekka   | 12 kwietnia 2005     | Rekord Afganistanu |
| Bieg na 200 metrów | 22,65     | Dhaka   | 6 lutego 2010        | Rekord Afganistanu |

7 lutego 2010 Azizi biegł na pierwszej zmianie afgańskiej sztafety 4 x 100 metrów, która ustanowiła aktualny rekord kraju – 43,11.